# سکندر (فیلم ۱۹۴۱)
سکندر (انگلیسی: Sikandar) فیلمی در ژانر درام و جنگی از سهراب مودی است که در سال ۱۹۴۱ منتشر شد. از بازیگران آن می‌توان به پریتویراج کاپور اشاره کرد.